# Šedem
Šedem este o localitate din comuna Krško, Slovenia, cu o populație de 138 de locuitori.